# USS Kentucky (BB-6)
O USS Kentucky (BB-6) foi o segundo e último encouraçado pré-dreadnought da classe Kearsarge construído para a Marinha dos Estados Unidos na década de 1890. Projetado para defesa costeira, os encouraçados da classe Kearsarge tinham uma borda livre baixa e blindagem pesada. Os navios carregavam um armamento de quatro canhões de 330 milímetros e quatro de 203 milímetros em um arranjo incomum de torre de dois andares. A Newport News Shipbuilding Company em Virginia bateu sua quilha em 30 de junho de 1896. Ele foi lançado em 24 de março de 1898 e comissionado em 15 de maio de 1900.
Ao longo dos seus vinte anos de serviço, Kentucky não participou de nenhum combate. Entre 1901 e 1904, ele serviu no leste da Ásia e, de 1904 a 1907, cruzou o Atlântico. Em 1907, ele se juntou à Great White Fleet em sua turnê mundial, retornando aos Estados Unidos em 1909. Ele foi modernizado entre 1909 e 1911, mas não voltou a operar até 1915, quando navegou até a costa mexicana para participar da intervenção americana na Revolução Mexicana, onde permaneceu até 1916. De 1917 até seu descomissionamento em 29 de maio de 1920, ele serviu como navio de treinamento. Ele foi sucateado em 24 de março de 1923.

## Projeto

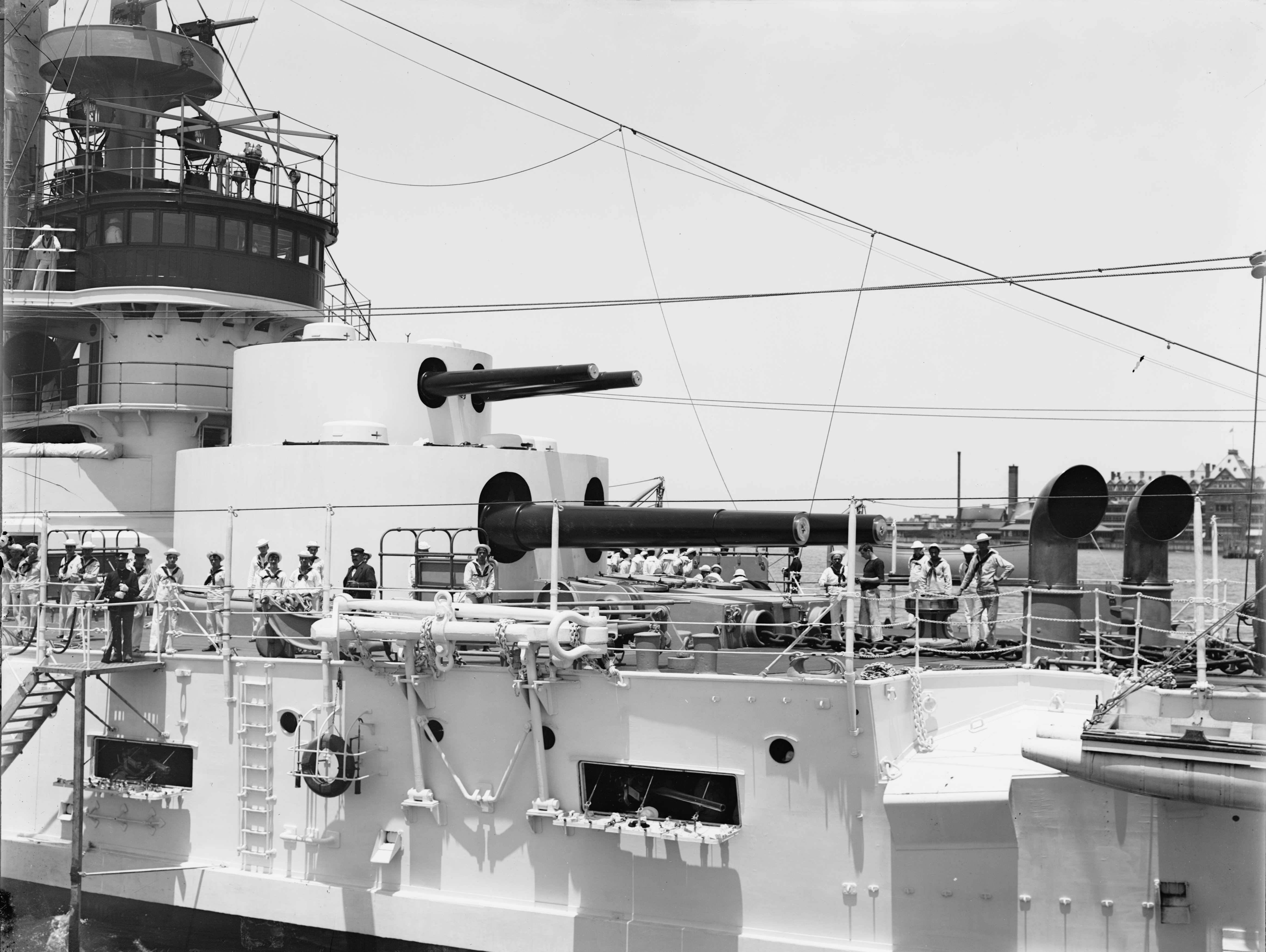
Torres em dois andares de Kentucky, por volta de 1900–1901

Os encouraçados da classe Kearsarge foram projetados para serem usados na defesa costeira. Eles tinham um deslocamento de 10 470 toneladas, um comprimento total de 114 40 metros, uma boca de 22 metros e um calado de sete metros. Os dois motores a vapor verticais de tripla expansão de 3 cilindros e cinco caldeiras escocesas, conectados a dois eixos de hélice, produziam um total de 12 179 cavalos de força, e lhe proporcionavam uma velocidade máxima de dezesseis nós (31 quilômetros por hora). O Kentucky era tripulado por quarenta oficiais e 514 homens alistados, um total de 554 tripulantes.
O Kentucky, assim como o USS Kearsarge, tinha duas torres duplas, com dois canhões de 330 milímetros calibre 35 e dois canhões de 203 milímetros calibre 40 cada, empilhadas em dois andares. Os canhões e a blindagem da torre foram projetados pelo Bureau of Ordnance, enquanto a própria torre foi projetada pelo Bureau of Construction and Repair. A configuração fazia com que os canhões fossem montados bem atrás dentro da torre, tornando as aberturas dos canhões muito grandes. O almirante William Sims afirmou que, como resultado da montagem do canhão, um projétil disparado contra as aberturas poderia atingir os paióis abaixo, desativando os canhões. Além dessas armas, Kentucky carregava quatorze canhões de 127 milímetros calibre quarenta, vinte canhões de 57 milímetros, oito canhões de 37 milímetros, quatro metralhadoras de sete milímetros, e quatro tubos de torpedos de 457 milímetros. O Kentucky tinha uma borda livre muito baixa, muitas vezes tornando suas armas inutilizáveis durante o mau tempo.
O cinturão de blindagem na linha d'água do navio ia de 127 a 419 milímetros de espessura. Suas torres principais eram protegidas por chapas de aço que variavam de 381 a 432 milímetros de blindagem, enquanto as torres secundárias tinham 152 a 279 milímetros de blindagem. As barbetas tinham 318 a 381 milímetros de espessura, e a torre de comando tinha 254 milímetros de armadura. A blindagem do navio era feita de aço Harvey.

## Construção
O Kentucky foi autorizado em 2 de março de 1895. O contrato para sua construção foi concedido em 2 de janeiro de 1896, e sua quilha foi batida em 30 de junho de 1896 pela Newport News Shipbuilding & Dry Dock Company na Virgínia. O custo total do navio foi de 4 998 119,43 dólares. Em preparação para o batismo do Kentucky, a Marinha pediu ao então governador de Kentucky, William O'Connell Bradley, que selecionasse um membro de sua família para realizar a cerimônia. Bradley escolheu sua filha, Christine, que frequentava a escola em Washington, DC Os Bradleys eram uma família de abstêmios, então o governador Bradley enviou uma garrafa de água de Lincoln Spring em Hodgenville, Kentucky, para Christine usar durante a cerimónia. O Kentucky foi batizado em 24 de março de 1898, no mesmo dia que seu navio irmão, Kearsarge. Logo depois que a senhora Bradley quebrou a garrafa de água na proa do Kentucky, uma delegação da Women's Christian Temperance Union, liderada por Frances Beauchamp, presenteou a filha do governador com uma bandeja de prata, um jarro de água e duas taças. A inscrição dizia: "da Kentucky Christian Temperance Union para Miss Christine Bradley, como um tributo à sua lealdade à convicção no batismo do Encouraçado Kentucky com água. 10 de março de 1898." O Kentucky foi comissionado em 15 de maio de 1900, sob o comando do capitão Colby Mitchell Chester.

## Histórico de serviço
Durante o verão de 1900, o Kentucky foi equipado no New York Navy Yard. Em 26 de outubro, durante a Rebelião dos Boxers, ele deixou Tompkinsville, Staten Island com destino à China, passando por Gibraltar e pelo Canal de Suez. Em 5 de fevereiro de 1901 ele chegou a Manila, e em 23 de março ela substituiu o cruzador protegido Newark como a nau capitânia do contra-almirante Louis Kempff. Entre 1901 e 1904, o Kentucky visitou vários portos na China e no Japão, incluindo Chefoo, Wusong, Nanquim, Taku Forts, Hong Kong, Xiamen, Nagasaki, Kobe, e Yokohama. Em 1902, o encouraçado tornou-se a nau capitânia do contra-almirante Frank Wildes, embora ele tenha movido sua bandeira para o navio de destilação Rainbow em 12 de abril de 1902. Em novembro de 1902, ele se tornou a nau capitânia do contra-almirante Robley D. Evans.
Em 13 de março de 1904, ele partiu de Manila, passando pelo Canal de Suez e pelo Estreito de Gibraltar, e chegando à cidade de Nova York em 21 de maio. Depois de receber atualizações no New York Naval Yard, incluindo a adição de ejetores de fumaça, o Kentucky se juntou ao Esquadrão do Atlântico Norte. O encouraçado participou das boas-vindas do Esquadrão Britânico do Atlântico Norte em Annapolis, Maryland, em outubro de 1905. Durante a Insurreição cubana de 1906, ele carregou fuzileiros navais para Cuba, embarcando-os em Provincetown em 23 de setembro e desembarcando-os em Havana, Cuba, em 1 de outubro. Ele permaneceu lá até 9 de outubro e depois voltou para a Nova Inglaterra. O Kentucky participou da Exposição de Jamestown em Norfolk, Virgínia, em 15 de abril de 1907, e depois participou de exercícios na costa da Nova Inglaterra.

### Great White Fleet

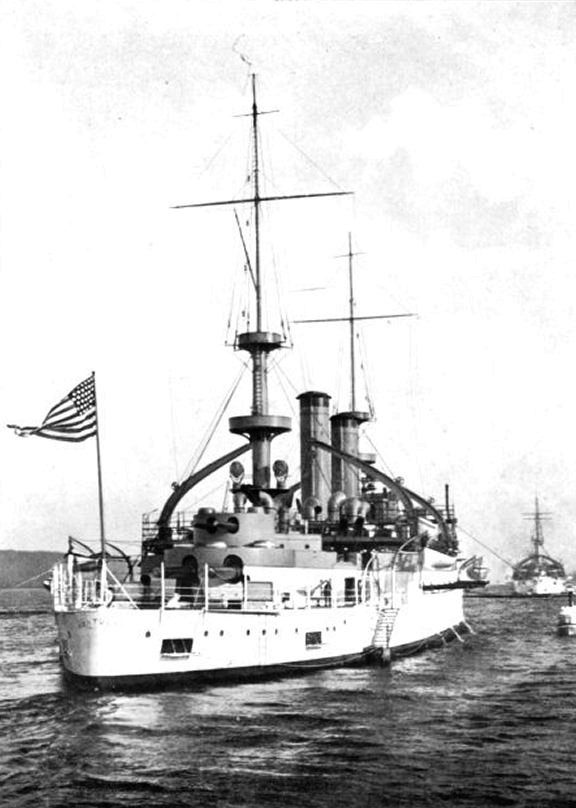
O Kentucky em Sydney, como parte da Grande Frota Branca, no final de agosto de 1908. O casco branco que deu nome à frota pode ser visto.

Em 13 de março de 1904, ele partiu de Manila, passando pelo Canal de Suez e pelo Estreito de Gibraltar, e chegando à cidade de Nova York em 21 de maio. Após receber atualizações no New York Naval Yard, incluindo a adição de ejetores de fumaça, o Kentucky se juntou ao Esquadrão do Atlântico Norte. O encouraçado participou das boas-vindas do Esquadrão Britânico do Atlântico Norte em Annapolis, Maryland, em outubro de 1905. Durante a Insurreição cubana de 1906, ele carregou fuzileiros navais para Cuba, embarcando-os em Provincetown em 23 de setembro e desembarcando-os em Havana, em 1º de outubro. Ele permaneceu lá até 9 de outubro e depois voltou para a Nova Inglaterra. O Kentucky participou da Exposição de Jamestown em Norfolk, Virgínia, em 15 de abril de 1907, e depois participou de exercícios na costa da Nova Inglaterra.
Em 1907, a Great White Fleet recebeu ordens do presidente dos Estados Unidos, Theodore Roosevelt, para dar a volta ao mundo, como uma demonstração do poder da Marinha dos Estados Unidos. O Kentucky foi anexado à Quarta Divisão do Segundo Esquadrão, e era comandado pelo capitão Walter C. Cowles, enquanto a frota como um todo era comandada pelo contra-almirante Evans, ex-oficial de bandeira do Kentucky. Em 16 de dezembro de 1907, a frota saudou o iate presidencial Mayflower, e partiu de Hampton Roads. A frota então navegou para o sul, passando por Trinidad e Rio de Janeiro, e passando pelo Estreito de Magalhães. De lá ela passou pela costa oeste da América do Sul, visitando Punta Arenas e Valparaíso, Chile, Callao, Peru, e Baía Magdalena, México. A frota chegou a San Diego em 14 de abril de 1908 e continuou para San Francisco em 6 de maio. Dois meses depois chegou a Honolulu, e de lá partiu para Auckland, Nova Zelândia, chegando em 9 de agosto. Em 20 de agosto, a frota chegou a Sydney, na Austrália, e uma semana depois partiu para Melbourne.
O Kentucky partiu de Albany, Austrália Ocidental, em 18 de setembro, passando por portos nas Ilhas Filipinas, Japão, China e Ceilão antes de viajar pelo Canal de Suez. A frota se separou em Port Said em 8 de janeiro de 1909, com o Kentucky visitando Trípoli e Argel antes de se juntar aos outros navios em Gibraltar. Ele voltou para Hampton Roads em 22 de fevereiro e foi inspecionado pelo presidente Roosevelt.

### Serviço posterior

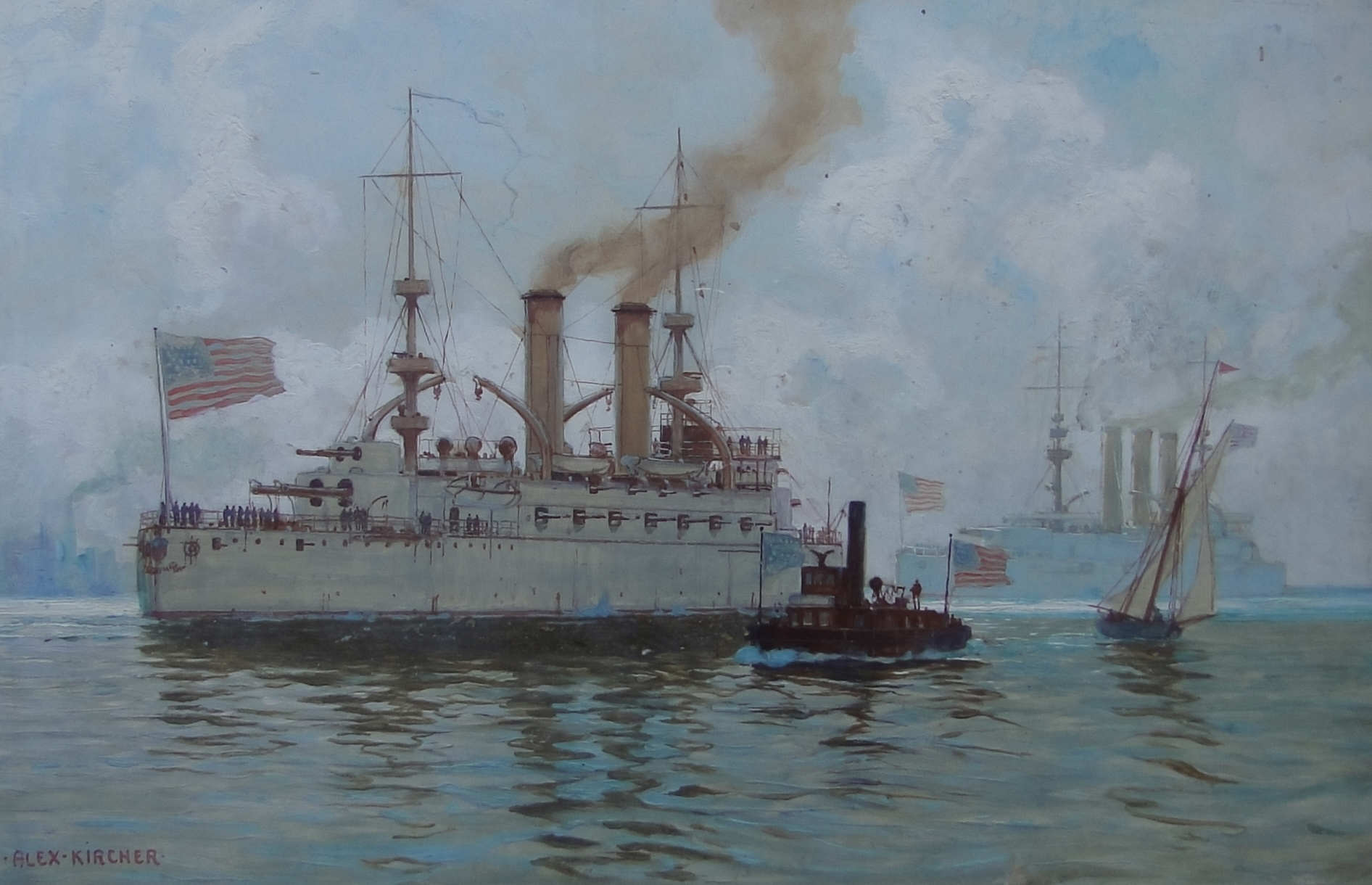
Kentucky, pintura de Alexander Kircher, c. 1908

Tal como aconteceu com a maioria dos navios da Grande Frota Branca, o Kentucky foi modernizado em seu retorno. Ele foi desativado no Philadelphia Naval Shipyard em 28 de agosto de 1909, e sua modernização foi concluída em 1911, a um custo de 675 mil dólares americanos. O navio recebeu mastros treliçados, novas caldeiras aquatubulares e quatro canhões de 127 milímetros. As armas de 1 libra foram removidas, assim como dezesseis das de 6 libras. Em 4 de junho de 1912, ele foi recomissionado na Segunda Reserva, e em 31 de maio de 1913 ele foi transferido para a Frota de Reserva do Atlântico na Filadélfia.
Ele foi recomissionado novamente na Filadélfia em 23 de junho de 1915. Em 11 de setembro daquele ano, após a ocupação de Veracruz pelos Estados Unidos, ele navegou para o México, chegando a Veracruz em 28 de setembro. Ele permaneceu lá durante a Revolução Mexicana, permanecendo até 2 de junho de 1916, exceto por uma visita a Nova Orleans para o festival Mardi Gras em março de 1916. O encouraçado parou na Base Naval da Baía de Guantánamo e Santo Domingo em seu caminho de volta à Filadélfia, chegando lá em 18 de junho de 1916. De julho a setembro, ele treinou milicianos perto de Block Island e Boston. Em 2 de outubro, o Kentucky retornou a Nova York, e entrou no Estaleiro Naval de Nova York em 2 de janeiro de 1917, permanecendo lá até os Estados Unidos entrarem na Primeira Guerra Mundial. Ele chegou a Yorktown, Virgínia, em 2 de maio, e treinou recrutas ao longo da costa atlântica, da Baía de Chesapeake a Long Island Sound. Durante a guerra, ele treinou milhares de homens, em 15 grupos de recrutas.
O Kentucky foi reformado no Boston Navy Yard, começando em 20 de dezembro de 1918. Em 18 de março de 1919, ele partiu para exercícios na Baía de Guantánamo, Norfolk, e ao longo da costa da Nova Inglaterra. Entre 29 de maio e 30 de agosto de 1919, Kentucky treinou aspirantes da Academia Naval dos Estados Unidos. Após a Primeira Guerra Mundial, os Estados Unidos concordaram com o Tratado Naval de Washington, que visava impedir uma corrida armamentista naval, limitando o tamanho das frotas dos signatários. Como resultado, muitos navios antigos e obsoletos foram descartados, incluindo o Kentucky. O encouraçado foi desativado em 29 de maio de 1920. Seu nome foi retirado do Registro Naval em 27 de maio de 1922 e ele foi vendido como sucata para a Dravo Corporation em 24 de março de 1923.

#### Livros
- Albertson, Mark (2007). U. S. S. Connecticut: Constitution State Battleship. Mustang, Oklahoma: Tate Publishing & Enterprises. ISBN 978-1-59886-739-8
- Albertson, Mark (2008). They'll Have to Follow You!: The Triumph of the Great White Fleet. Mustang, Oklahoma: Tate Publishing & Enterprises. ISBN 978-1-60462-145-7
- Breyer, Siegfried (1973). Battleships and Battlecruisers of the World, 1905–1970. Londres: Macdonald and Jane's. ISBN 0-356-04191-3
- Chesneau, Roger; Koleśnik, Eugène M.; Campbell, N.J.M. (1979). Conway's All the World's Fighting Ships, 1860–1905. Londres: Conway Maritime Press. ISBN 0-85177-133-5
- Clark, Thomas D.; Lane, Margaret A. (2002). The People's House: Governor's Mansions of Kentucky. Lexington, Kentucky: University Press of Kentucky. ISBN 0-8131-2253-8
- Crawford, Michael J. (2008). The World Cruise of the Great White Fleet: Honoring 100 Years of Global Partnerships and Security. Washington, D.C.: United States Government Printing Office. ISBN 978-0-945274-59-9
- Friedman, Norman (1985). U.S. Battleships, An Illustrated Design History. Annapolis, Maryland: Naval Institute Press. ISBN 0-87021-715-1
- Harris, James Russell (1992). «Kentucky, U.S.S.». In:  Kleber, John E. The Kentucky Encyclopedia. Lexington, Kentucky: The University Press of Kentucky. p. 489. ISBN 0-8131-1772-0
- Newhart, Max R. (1995). American Battleships: A Pictorial History of BB-1 to BB-71. Missoula, Montana: Pictorial Histories Publishing Company. ISBN 978-1-57510-004-3
- Reilly, John C.; Scheina, Robert L. (1980). American Battleships 1886–1923: Predreadnought Design and Construction. Annapolis, Maryland: Naval Institute Press. ISBN 0-87021-524-8
- Yarsinske, Amy Waters (1 de julho de 1999). Jamestown Exposition, Virginia: American Imperialism on Parade. 2. Charleston, South Carolina: Arcadia Publishing. ISBN 0-7385-0167-0

#### Jornais
- «Kentucky is Launched» (PDF). Houston Daily Post. 25 de março de 1898. p. 4. Consultado em 29 de dezembro de 2022
- «The Kentucky in Commission» (PDF). Alexandria Gazette. 15 de maio de 1900. p. 2. Consultado em 29 de dezembro de 2022
- «Condensed Telegrams» (PDF). The Honolulu Republican. 8 de novembro de 1900. p. 2. Consultado em 29 de dezembro de 2022
- «A Slight War Cloud» (PDF). The Weekly Messenger. St. Martinville, Louisiana. 17 de novembro de 1900. p. 2. Consultado em 29 de dezembro de 2022
- «Kentucky in Suez Canal» (PDF). The San Francisco Call. 22 de dezembro de 1900. p. 3. Consultado em 29 de dezembro de 2022
- «The Kentucky at Manila» (PDF). The Bee. Earlington, Kentucky. 7 de fevereiro de 1901. p. 6. Consultado em 29 de dezembro de 2022
- «Movements of Naval Vessels» (PDF). The Washington Star. Washington, D.C. 23 de março de 1901. p. 2. Consultado em 29 de dezembro de 2022
- «Washington Notes» (PDF). The Saint Paul Globe. 15 de outubro de 1901. p. 1. Consultado em 29 de dezembro de 2022
- «Flagship New York Sails for Cavite» (PDF). The San Francisco Call. 29 de outubro de 1901. p. 3. Consultado em 29 de dezembro de 2022
- «Two Admirals in the East» (PDF). Evening Star. Washington, D.C. 3 de junho de 1901. p. 1. Consultado em 29 de dezembro de 2022
- «Movements of Naval Vessels» (PDF). The Washington Times. 24 de julho de 1902. p. 7. Consultado em 29 de dezembro de 2022
- «Admiral Kempff at Hong Kong» (PDF). Evening Star. Washington, D.C. 14 de novembro de 1901. p. 7
- «Movements of Naval Vessels» (PDF). The Washington Times. 29 de junho de 1902. p. 6. Consultado em 29 de dezembro de 2022
- «Change in Flagships» (PDF). The Washington Times. 13 de abril de 1902. p. 7
- «Armored Cruiser New York Arrives» (PDF). Evening Bulletin. Honolulu. 8 de novembro de 1902. p. 1. Consultado em 29 de dezembro de 2022
- «Kentucky Breaks Record of World» (PDF). Daily Public Ledger. Maysville, Kentucky. 26 de maio de 1904. p. 3. Consultado em 29 de dezembro de 2022
- «Safety Device for Naval Gunners» (PDF). Palestine Daily Herald. Palestine, Texas. 26 de outubro de 1904. p. 5. Consultado em 29 de dezembro de 2022
- «Go to Meet the Prince» (PDF). The Salt Lake Tribune. 31 de outubro de 1905. p. 10. Consultado em 29 de dezembro de 2022
- «Army and Navy Get Ready» (PDF). The Sun. New York. 26 de setembro de 1906. p. 5. Consultado em 29 de dezembro de 2022
- «Warships Leave Havana» (PDF). The Bemidji Daily Pioneer. 9 de outubro de 1906. p. 4. Consultado em 29 de dezembro de 2022
- «Movements of Naval Vessels» (PDF). The Sun. New York City. 6 de junho de 1916. p. 13. Consultado em 29 de dezembro de 2022
- «Many States Send Naval Militiamen for Practise Cruise on Battleships» (PDF). The Ogden Standard. 25 de julho de 1916. p. 9. Consultado em 29 de dezembro de 2022
- «Civilians Off on Navy Practice Cruise» (PDF). The Ogden Standard. 19 de agosto de 1916. p. 3. Consultado em 29 de dezembro de 2022
- «Naval Training Cruise» (PDF). Kentucky Irish American. 2 de setembro de 1916. p. 4. Consultado em 29 de dezembro de 2022
- «Movements of Naval Vessels» (PDF). The Sun. New York City. 3 de janeiro de 1917. p. 12. Consultado em 29 de dezembro de 2022
- «Scrapped American Battleship to Sink With Honors of War» (PDF). New York Tribune. 15 de janeiro de 1922. p. 12. Consultado em 29 de dezembro de 2022

#### Outros
- Bogart, Charles H. (março de 2010). «USS Kentucky (BB 6) at Vera Cruz, Mexico 1915–1916» (PDF). Universal Ship Cancellation Society. Universal Ship Cancellation Society Log: 14–16. Consultado em 29 de dezembro de 2022
- «Kentucky I (Battleship No. 6)». Naval History and Heritage Command. Consultado em 30 de dezembro de 2022
- «USS Kentucky (BB 6)». Naval Vessel Register. Marinha dos Estados Unidos. Consultado em 30 de dezembro de 2022